# لوكويانوف
لوكويانوف (بالروسية: Лукоянов) هي إحدى مدن روسيا في الكيان الفدرالي الروسي نيزني نوفغورود أوبلاست.